# Wild Company
Wild Company is een Amerikaanse dramafilm uit 1930 onder regie van Leo McCarey.

## Verhaal
Op de nacht dat het rijkeluiszoontje Larry Grayson wordt gedumpt door zijn vriendin maakt hij kennis met de zangeres Sally Curtis. Zij is het liefje van de crimineel Joe Harding. Hij vraagt Sally om Larry te verleiden, zodat hij zijn invloedrijke vader kan chanteren. Larry wordt verliefd op Sally en overlaadt haar met cadeaus. Uit schrik dat zijn vader de romance afkeurt, verlaat hij het ouderlijk huis. Hij raakt vervolgens betrokken bij een overval op een wegrestaurant.

## Rolverdeling
| Acteur           | Personage     |
| ---------------- | ------------- |
| Frank Albertson  | Larry Grayson |
| Joyce Compton    | Anita Grayson |
| Sharon Lynn      | Sally Curtis  |
| H.B. Warner      | Henry Grayson |
| Richard Keene    | Dick          |
| Frances McCoy    | Cora Diltz    |
| Kenneth Thomson  | Joe Hardy     |
| Claire McDowell  | Laura Grayson |
| Mildred Van Dorn | Natalie       |
| Bob Callahan     | Eddie Graham  |
| Béla Lugosi      | Felix Brown   |